# GSAT
GSAT, viết tắt của General Scholastic Ability Test (giản thể: 大学学科能力测验; phồn thể: 大學學科能力測驗; bính âm: dà xué xué kē néng lì cè yàn; Hán-Việt: đại học học khoa năng lực trắc nghiệm), là kỳ thi tuyển sinh đầu vào đại học ở Đài Loan. Các thí sinh sẽ phải làm bài thi trong hai ngày với 5 môn học:
- Ngôn ngữ và văn học Trung Quốc
- Tiếng Anh
- Toán học
- Khoa học xã hội (bao gồm Lịch sử, Địa lý và Giáo dục công dân)
- Khoa học tự nhiên (bao gồm Vật lý, Hóa học, Sinh học và Khoa học Trái Đất)